# Acalypha tricholoba
Acalypha tricholoba é uma espécie de flor do gênero Acalypha, pertencente à família Euphorbiaceae.